# Calamagrostis inexpansa
Calamagrostis inexpansa — багаторічна трав'яниста рослина родини тонконогові (Poaceae), поширена в арктичних і бореальних областях Північної Америки й Східної Азії.

## Поширення
Північна Америка: Ґренландія, Канада, США; Азія: Далекий Схід, Монголія. Цей вид трапляється в дуже широкому діапазоні середовищ існування від 0 до 3000 м н.р.м. Таксон зазвичай зростає на берегах річок, на вологих луках, торф'яниках, драговинах, болотах, низовинах, границях озер, моренів, заплав, ставків, струмків та піщаних дюн.